# Remington Модель 7400
Remington Модель 7400 серія самозарядних гвинтівок, яку випускала компанія Remington Arms. Модель 7400 замінила гвинтівку Модель 740, яку компанія Remington випускала з 1952 по 1981 роки. Модель 7400 замінила Модель 750 в 2006 році.

## Історія
Модель 7400 було представлено в 1981 році і в основному була схожа на Модель Чотири. Основна різниця полягає в картатому пістолетному руків'ї та прямому гребінчастому ложі. Спочатку гвинтівка мала лише ствол довжиною 560 мм, в 1988 році було представлено версію зі стволом довжиною 460 мм.

## Варіанти
Модель 7400 Карабін
Карабін випускали з 1988 по 2004 роки, він мав ствол довжиною 460 мм.
Модель 7400 Спеціального призначення
Представлено в 1993 році, модель спеціального призначення мала покриття для захисту від відблисків та антабки. СП модель була знята з виробництва в 1994 році.
Модель 7400 Synthetic
Представлено в 1998 році, синтетична модель має приклад, посилений скловолокном, і покриття без відблисків. Гвинтівка має стволи стандартної та карабінної довжини.